# Zelotes insulanus
Zelotes insulanus är en spindelart som först beskrevs av Ludwig Carl Christian Koch 1867.  Zelotes insulanus ingår i släktet Zelotes och familjen plattbuksspindlar.
Artens utbredningsområde är Grekland. Inga underarter finns listade i Catalogue of Life.